# Passo di Corvo

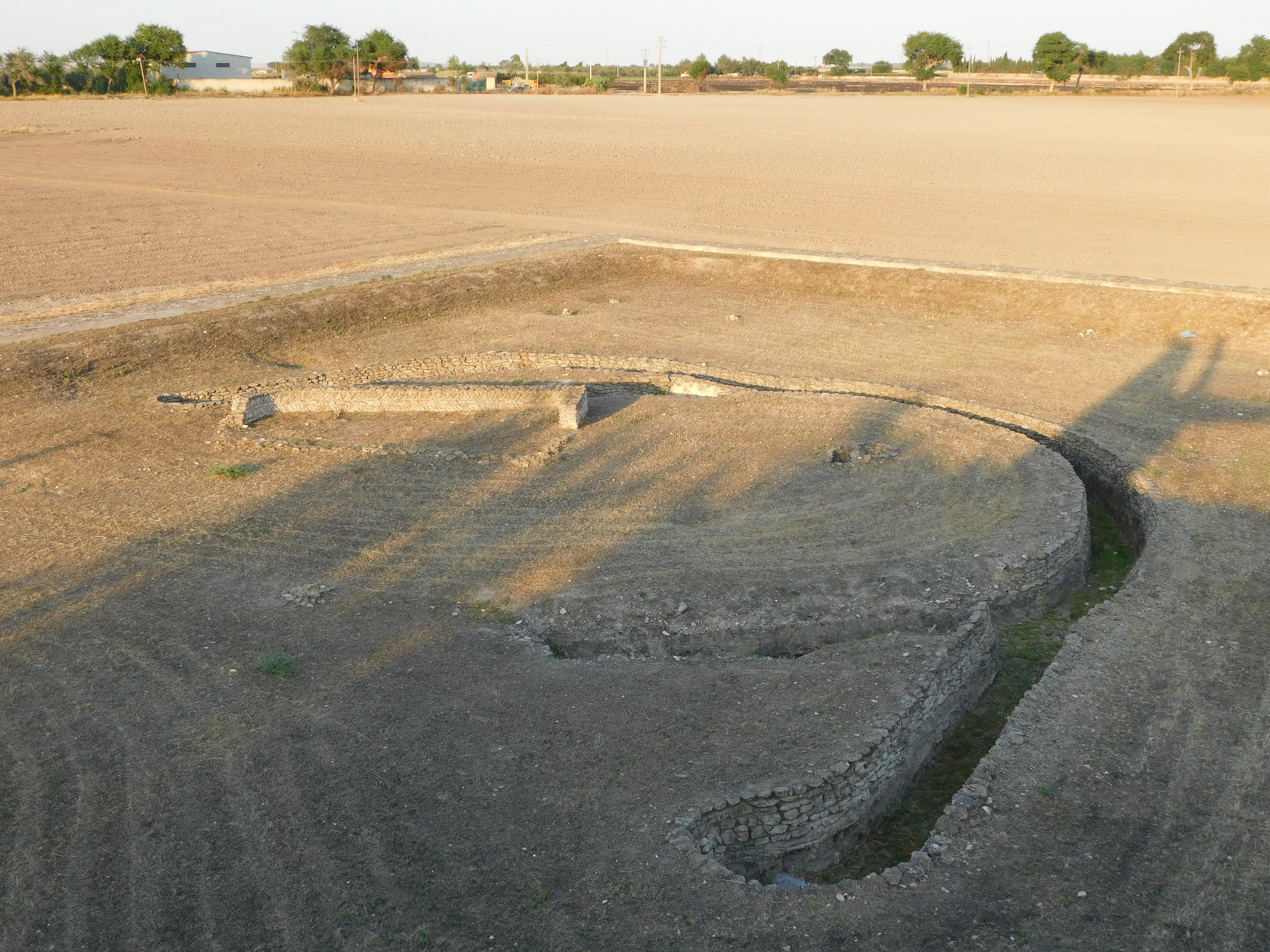
Passo di Corvo

Passo di Corvo (deutsch „Krähenpass“), in der Tavoliere-Ebene (italienisch Tavoliere delle Puglie) nördlich von Foggia in Apulien, in Italien ist mit etwa 40 Hektar Fläche eine der größten und ältesten kreisgrabenartigen Anlagen Europas. Etwa 200 dieser C-förmigen Grabenstrukturen an den Nebenflüssen des Triolo, die ähnlich auch in Kalabrien und auf Sizilien entdeckt wurden, sind in 1946 ausgewerteten Luftbildern bemerkt worden, die während des Zweiten Weltkrieges gemacht wurden. Passo di Corvo war neben Amendola, Coppa Nevigata und Posta d’Innanzi eines der vier großen Zentren.
Die Ausgrabungen unter der Leitung von Santo Tiné erbrachten Strukturen, wie Holzbauten mit einer abgeteilten Apsis, mit profanen (Angelhaken, Äxten und Vasen) und sakralen Gegenständen (weibliche Torsi), die zwischen dem 6. und 4. Jahrtausend v. Chr. benutzt wurden.
1983 wurde ein etwa 6,5 cm hoher, fein gearbeiteter, dem Stil nach balkanisch anmutender Torso aus Terrakotta gefunden. Unter den Brüsten zeigt die weibliche Statuette eine so genannte Kassiopeia-Marke (Zickzack-Muster) und zwei doppelaxtartige-Symbole. Die zwischen 5700 und 5300 v. Chr. erstellte Statuette, in erstarrter Haltung, mit halb geschlossenen Augen, befindet sich nach S. Tiné in einem veränderten Bewusstseinszustand (Ekstase). Eines der Nasenlöcher zeigt Spuren eines roten Pigments, das Blut darstellen soll.
Neben 16 Bestattungen und einer Anzahl von Brunnen, Plattformen, Speichern und Zäunen wurde auch ein Entwässerungssystem identifiziert. Die gewonnenen Erkenntnisse führten vor Ort zu Rekonstruktionen von Häusern im Maßstab 1:1, die die Aktivitäten der Bewohner zwischen 6300 und 5600 Jahren wiedergeben.